# Club 9 de Octubre
Asociación Deportiva Nueve de Octubre, kortweg Club 9 de Octubre, is een sportvereniging uit Guayaquil, Ecuador, die vooral bekend is vanwege zijn voetbalafdeling. 
De club werd opgericht op 18 april 1926 en komt sinds 1998 uit in de op twee na hoogste divisie van het Zuid-Amerikaanse land, de Segunda Categoría. De club speelt zijn thuiswedstrijden in het Estadio Alejandro Ponce Noboa. Het stadion heeft een capaciteit van 3.500 toeschouwers en werd in 1995 in gebruik genomen. Club 9 de Octubre kwam driemaal uit in de strijd om de Copa Libertadores:  1966, 1984 en 1985.

## Erelijst
- Segunda Categoría (1):

1969

## Bekende (oud-)spelers
- Raúl Avilés
- Álex Cevallos
- Hamilton Cuvi
- Eddie Valencia